# Zdzisław Puzdrakiewicz
Zdzisław Puzdrakiewicz (ur. 13 listopada 1932 w Kutnie, zm. 2 sierpnia 2001 tamże) – polski działacz spółdzielczości mieszkaniowej, organizator i twórca Robotniczej Spółdzielni Mieszkaniowej „Pionier” w Kutnie.

## Życiorys

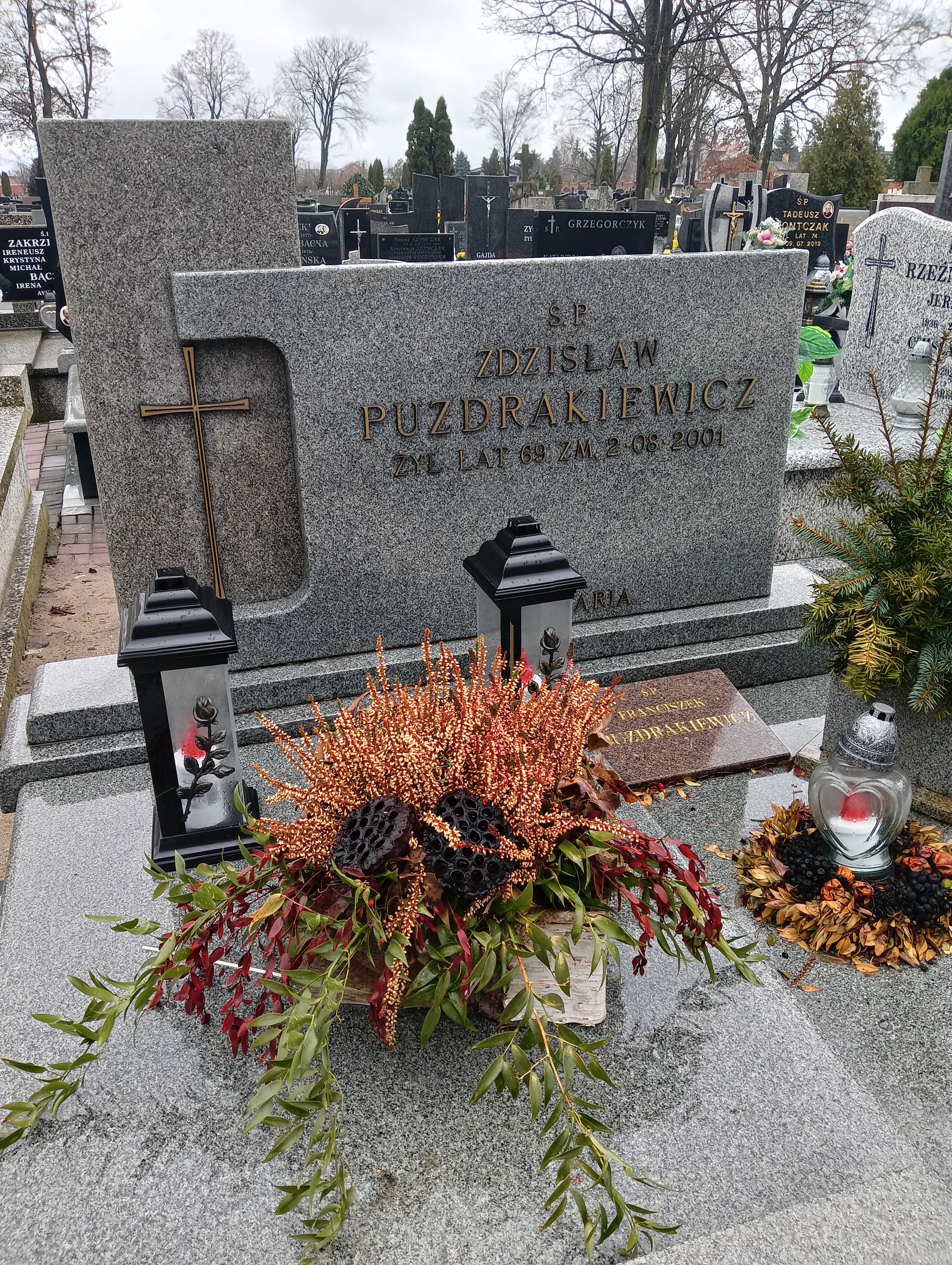
Grób Zdzisława Puzdrakiewicza na cmentarzu parafialnym w Kutnie.

Jego przodkowie pochodzili z Kutna. Ojciec Franciszek był robotnikiem węzła PKP. Zmarł w trakcie okupacji, gdy syn miał 10 lat. Matka Leokadia pochodziła z rodziny Bobrowiczów (zmarła w 1951 roku).
Ukończył Liceum Administracyjno-Handlowe w Kutnie. Jeszcze przed ukończeniem szkoły rozpoczął pracę w Hurtowni Artykułów Spożywczych „Społem”, następnie przeniósł się do Kutnowskiego Przedsiębiorstwa Jajczarsko-Drobiarskiego. Pracował tam do 31 października 1963 roku z trzyletnią przerwą w latach 1952–1955 na odbycie służby wojskowej w Marynarce Wojennej (służył głównie na okrętach podwodnych). W zakładzie drobiarskim był m.in. szefem sekcji zaopatrzenia i zbytu, skąd przeszedł do pracy etatowej w Robotniczej Spółdzielni Mieszkaniowej „Pionier” (został wybrany prezesem zarządu 16 grudnia 1958 roku, pełnił tę funkcję do końca 1981 roku, co czyni go swoistym rekordzistą pośród innych prezesów spółdzielni mieszkaniowych w skali kraju). Jego prezesura przypadła na najgorętszy okres tzw. głodu mieszkaniowego w Kutnie w okresie Polski Ludowej.
Poza działalnością w RSM „Pionier” działał społecznie. Był radnym miasta Kutna, członkiem prezydium Miejskiej Rady Narodowej. Wchodził w skład Rady Centralnego Związku Spółdzielczości Budownictwa Mieszkaniowego w Warszawie. Piastował też funkcję zastępcy przewodniczącego Rady Oddziałowej tej organizacji w Łodzi. 
Po przejściu na emeryturę, w dalszym ciągu działał w RSM „Pionier” (pełnił funkcję społecznego członka Zarządu, zaś zawodowo był wówczas specjalistą). Ostatecznie opuścił spółdzielnię 31 grudnia 1991 roku. Zmarł w Kutnie 2 sierpnia 2001 roku. Pochowany na cmentarzu parafialnym w Kutnie.
Był żonaty, miał dwójkę dzieci.

## Kariera sportowa
Od najmłodszych lat interesował się piłką nożną. Grał w juniorach Gimnazjalnego Klubu Sportowego „VIS” Kutno, potem w Spójni, następnie w MKKS Czarnych i Kutnowiance. Podczas służby w Marynarce Wojennej był bramkarzem drużyny Flota Gdynia, wówczas czołowego klubu wojskowego Polski. W trakcie meczu z CWKS Legia Warszawa skutecznie bronił strzały Ernesta Pohla. Po powrocie do Kutna, kontynuował karierę w barwach Kutnowianki, z czasem rezygnując ze sportu na rzecz działalności w spółdzielni.

## Odznaczenia
W 1983 roku udekorowany Krzyżem Kawalerskim Orderu Odrodzenia Polski, Złotą Honorową Odznaką CZSBM, Odznaką Zasłużonego Działacza Ruchu Spółdzielczego, a także odznakami za zasługi położone dla powiatu kutnowskiego, województwa łódzkiego i płockiego.